# PADI Master Scuba Diver Trainer
 (avril 2023).

## Prérequis
1. Être PADI Open Water Scuba Instructor (instructeur)
2. Être breveté Specialty Instructor dans cinq Spécialités.
3. Avoir certifié 25 plongeurs PADI, dont:

a. Pas plus de cinq certifications provenant de cours
sans plongées.

b. Pas plus de 5 certifications Seal Team ou Master Seal
Team.